# Milan Rastislav Štefánik
Milan Rastislav Štefánik (Košariská, 21 luglio 1880 – Ivanka pri Dunaji, 4 maggio 1919) è stato un politico e generale slovacco, uno degli artefici - sul piano sia militare sia diplomatico - della Cecoslovacchia indipendente nel 1918.
Figura poliedrica fu, oltre che diplomatico e generale dell'esercito francese, astronomo, Ministro della guerra e umanista.

## Biografia
Insieme a Masaryk è considerato uno dei padri fondatori della Cecoslovacchia. Nel 1916 Štefanik e la resistenza Cecoslovacca cominciarono a organizzare la legione cecoslovacca per combattere contro l'Austria-Ungheria e la Germania. Per questo scopo, Štefanik, sia come ministro della guerra cecoslovacco sia come generale francese, andò in Russia nel febbraio del 1917 e poi negli Stati Uniti, nel frattempo, incontrò Tomáš Garrigue Masaryk a Londra nel mese di aprile. Organizzò anche le legioni cecoslovacche in Francia e in Italia. Fu in gran parte la sua personale capacità diplomatiche e di contatti che portò l'Intesa a riconoscere il Consiglio Nazionale Cecoslovacco come il governo de facto e la legione cecoslovacca come forze alleate nell'estate e nell'autunno del 1918.
In contatto con gli ambienti diplomatici francesi organizzò in Francia le legioni straniere formate da cechi e slovacchi che combatterono per l'indipendenza dall'Impero austro-ungarico. Morì mentre ricopriva la carica di Ministro della Guerra della Prima Repubblica cecoslovacca precipitando a bordo di un Caproni Ca.33 presso il villaggio di Ivanka pri Dunaji vicino a Bratislava in un volo che lo riportava da Campoformido a Praga. Nell'incidente, oltre a Štefánik, rimasero uccisi il sottotenente pilota Giotto Mancinelli Scotti, il sergente pilota Umberto Merlino e il motorista dell'apparecchio Gabriele Aggiunti.
Fu sepolto con l'equipaggio italiano nella natia Košariská. Nel 1923 sul luogo in cui è precipitato il suo aereo fu eretto un memoriale, opera di Dušan Jurkovič. Nel 1924 fu posata la prima pietra del mausoleo di Milan Rastislav Štefánik sulla collina di Bradlo, anch'esso progettato dall'architetto Dušan Jurkovič. Per la costruzione del mausoleo fu indetta una sottoscrizione nazionale, in cui si raccolsero due milioni di corone. Il mausoleo fu solennemente inaugurato il 23 settembre 1928.

## Riconoscimenti
Alla sua memoria sono stati intitolati l'Osservatorio astronomico di Praga, l'Aeroporto di Bratislava e l'asteroide 3571 Milanštefánik.